# 大羊镇
大羊镇，古称阳州，是中华人民共和国山東省泰安市东平县下辖的一个乡镇级行政单位。该镇位于东平县东北部，总面积82.9平方公里，人口3.45万人，被视为东平县的北大门。

## 历史沿革

### 史前至清代

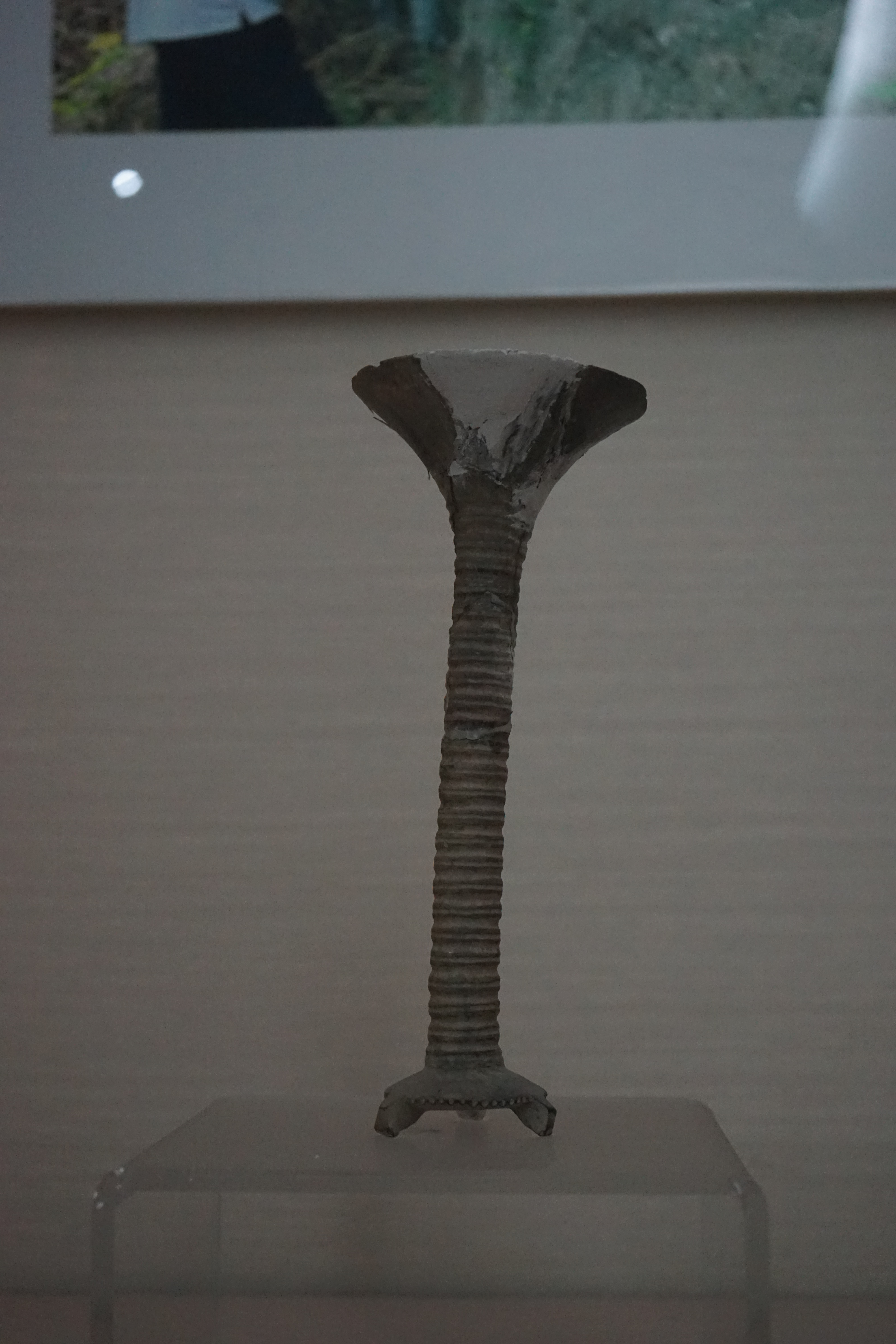
丁坞遗址出土的蛋壳灰陶高柄觚，藏于东平博物馆

大羊镇是目前已知的东平县境内最早有人类活动的乡镇。根据考古研究，在新石器时代，今大羊镇丁坞村西北就已经有人类聚落出现，该聚落遗址跨过大汶口文化和龙山文化两个文化时期，并出土过玉斧、觚、鼎等器物
。春秋时期，大羊境内有聚落阳州邱。秦代，有阳州宿，属济北郡。汉、魏、晋时今大羊镇辖区属于东平国、东平郡下辖的富城县，隋、唐时属济北郡、济州。宋、金、元时期分别属京东西路郓州、山东西路东平府、中书省东平路，明清时期属东平州。明代，戴、杨两姓定居于此建立戴杨庄，后称为“大羊”。清代，今大羊镇辖境在当时分属北乡义路正保、义和保、义德保和东乡慈仁保等四个保。

### 民国时期

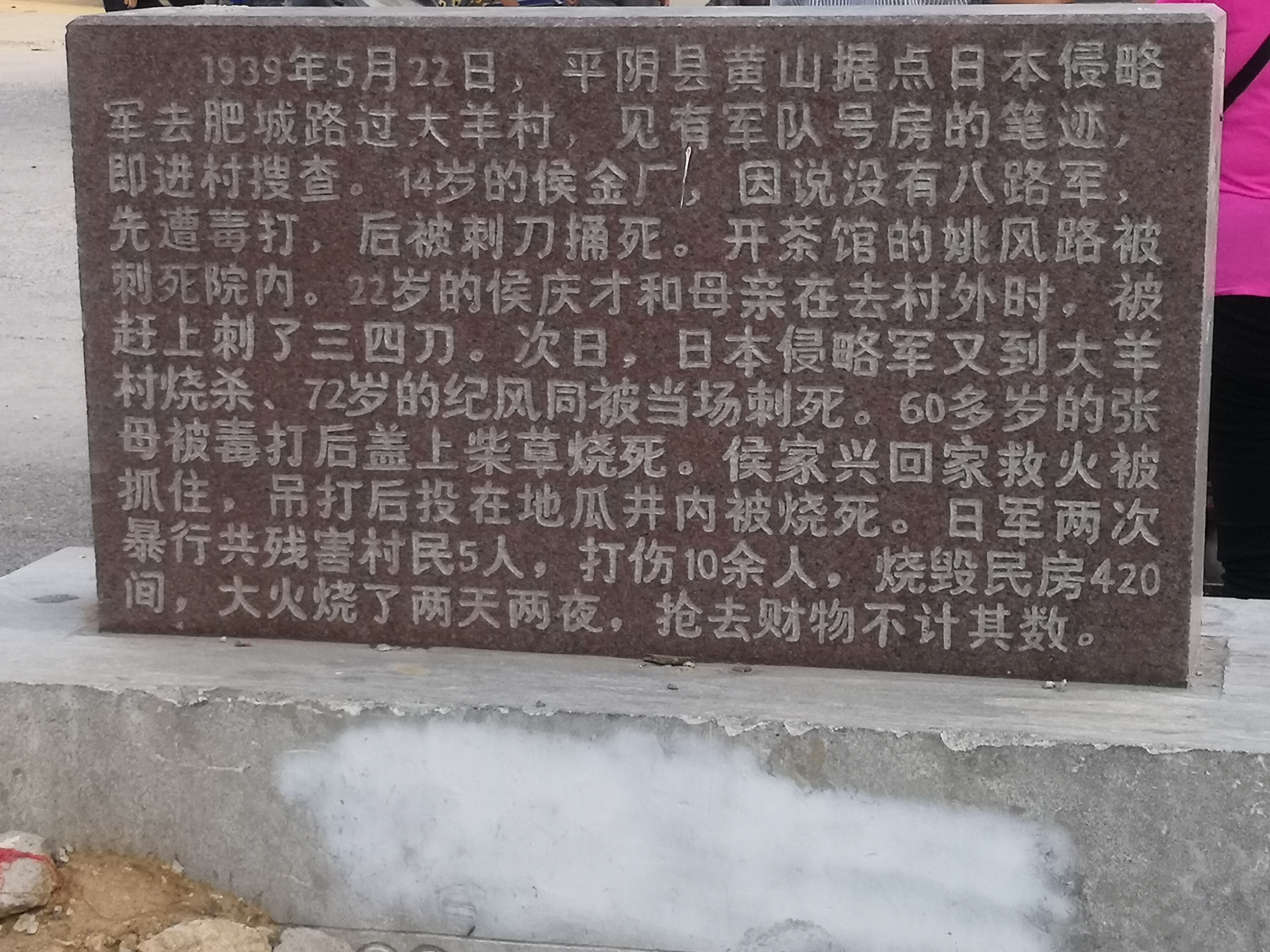
大羊惨案纪念碑背面

1912年中华民国建立后废除保甲制，今大羊镇属于东平县三区。1938年7月，中国共产党进入东平三区，并建立数个党支部。1939年5月，中共三区区委成立。5月22日至23日，一支日本军队途径大羊村，随后以搜查八路军为名进村，进行抢掠和屠杀，造成十余名村民死伤，是为大羊惨案。1939年九月，中国共产党领导下的三区区公所在尚庄小学成立。1940年，三区区队成立。至1944年，今大羊镇南部地区为中国共产党控制下的根据地，包括今大羊村在内的北部则为中国共产党游击区。1947年12月的国共内战期间，中国共产党军队曾在丁坞村与国民党军队交战，是为丁坞战斗。

### 1949年后
1949年至1953年，原属东平管辖的罗圈崖，刁鹅岭等村划归平阴县。1953年8月，今大羊镇属于东平五区，此时东平五区下辖13个乡、58个村，包括今天大羊镇大部分、接山镇西北部和东平街道北部等，区公所位于尚庄。此时东平五区下辖的乡镇有：
董庄乡、井苍乡、尚庄乡、清水坦乡、裴洼乡、响场乡、大羊乡、南八村乡、三旺乡、丁坞乡、遂城乡、河东乡、中套乡
1955年11月，东平五区改称尚庄区，同时合并乡镇，此时尚庄区下辖12个乡。1956年，进一步合并乡镇，尚庄区下辖丁坞、尚庄、响场、辛庄、大羊、遂城、井仓七个乡，1958年2月再度合并乡镇，尚庄区辖尚庄乡、大羊乡、三旺乡三个乡。1958年10月，撤销乡建制，改建人民公社，原尚庄区改为大羊人民公社，行政驻地迁往大羊。1959年10月，东平县撤销，大羊公社改属平阴县。1962年，东平县建制恢复，大羊公社再属东平县。1984年4月，大羊公社撤销，改设大羊区，下辖丁坞、大羊、裴洼、尚庄四个乡。1985年12月15日，撤区并乡，丁坞、裴洼、尚庄三个乡并入大羊乡，原尚庄乡南部八个村划归东平镇，朝阳庄划归张河桥乡，此时大羊乡下辖42个行政村，人口42531人。2010年3月，为了建设东平县工业园区，大羊镇的尚庄、东海子、前海子、龙山屯、曹村五个村庄划归东平镇。2010年6月，大羊乡撤銷，改爲大羊鎮至今。

## 地理环境
大羊镇位于东平县东北部，东平县城以北，其西与梯门镇接壤，南邻东平街道，北接平阴县孝直镇，东接接山镇和肥城市王庄镇。大羊镇南北长11千米，东西长15.2公里，总面积82.9平方千米，其驻地大羊东南村位于大羊镇北部，距离东平县城12公里。
大羊镇地势南高北低、西高东低，平原分布于中部、北部和东部，东南部和西北部则为山区、丘陵地带。

## 行政区划

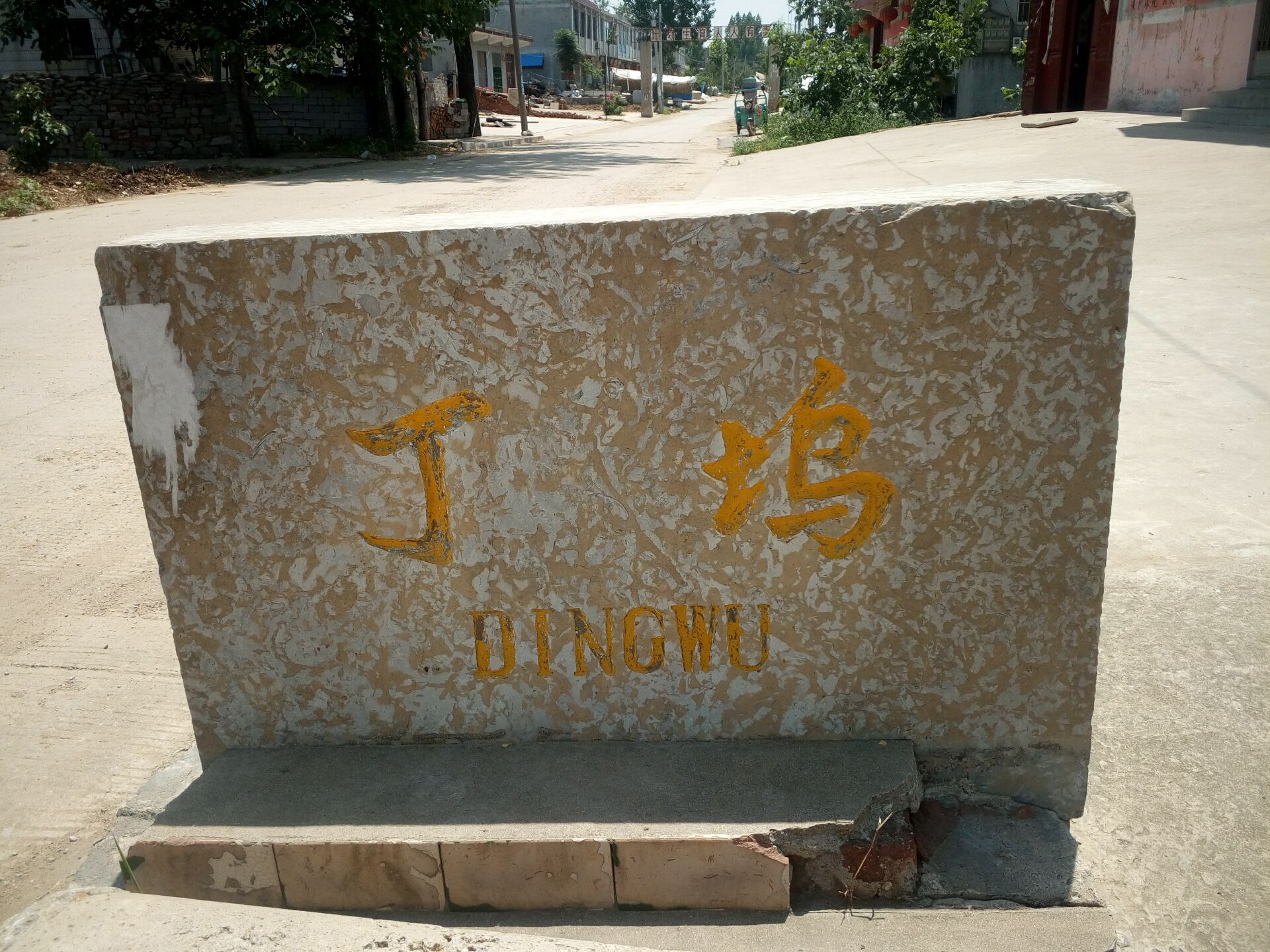
丁坞村村口的村名碑

大羊镇下辖以下地区：
西南村、西北村、东南村、东北村、前杨村、后杨村、魏楼村、东王村、前郑庄村、后郑庄村、丁坞村、冯大羊村、李大羊村、东三旺村、西三旺村、西王村、北侯村、马楼村、杜村、张村、南留屯村、展庄村、郭山村、马寨村、前魏雪村、后魏雪村、裴洼村、清水坦村、土安村、辛庄村、许村、泉沟村、苑庄村、响场村、毕庄村、李庄村和王庄村。

## 经济
2016年，大羊镇农民人均纯收入为12453元，农村居民人均可支配收入10717元。

## 人口
2010年11月1日中国第六次人口普查时，大羊镇共有人口32266人。共有家庭9204户，平均每户3.48人。14岁以下的少年儿童共4523人，占总人口14.01%；15-64岁人口共23757人，占总人口73.62%；65岁及以上的老年人共3986人，占总人口的12.35%。男性共计16176人，占总人口50.13%；女性共计16090，占总人口49.86%。本地居住的人口中，拥有本地户籍的人口为31678人，占98.17%。

## 基础设施
济菏高速公路、105国道、250省道经过大羊镇。

## 文物古迹

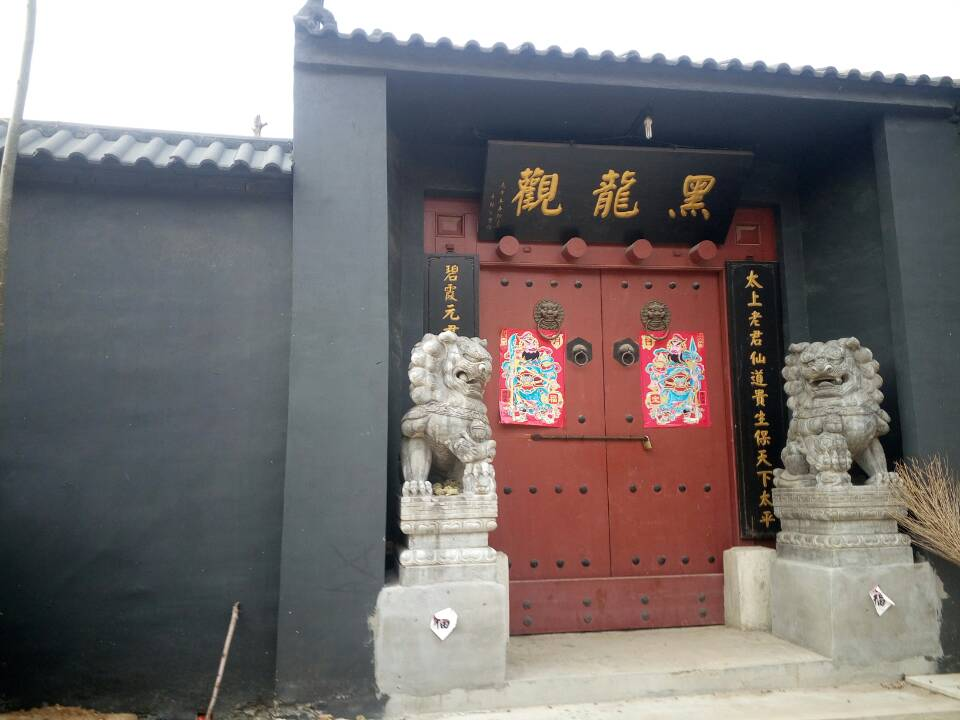
丁坞村黑龙观

大羊镇境内的有杜三策墓、丁坞遗址等文物保护单位。其中杜三策墓为出身于三旺的明代御史杜三策的墓地，为县级文物保护单位。丁坞遗址位于丁坞村西北，是东平县重要的古文化遗址，也是东平县最早的人类活动遗迹。

### 引用
1. 1 2 3 4 5 6 7  东平县史志办公室. . .   [2019-07-17]. （原始内容存档于2019-07-18）.
2. 1 2 3 4 5 6  东平县史志办公室. . .   [2019-07-17]. （原始内容存档于2019-07-18）.
3. ↑  . 中国·国家地名信息库.
4. ↑  东平县民政局 2005，第77頁
5. ↑  东平县民政局 2005，第78-79頁
6. 1 2 3  东平县史志办公室. . .   [2019-07-17]. （原始内容存档于2019-07-18）.
7. ↑  东平县民政局 2005，第84-88頁
8. ↑  东平县史志办公室. . .   [2019-07-17]. （原始内容存档于2018-07-12）.
9. ↑  东平县民政局 2005，第91頁
10. ↑  高娜. . www.dzwww.com.   [2018-06-16]. （原始内容存档于2018-10-04）.
11. ↑  东平县民政局 2005，第61頁
12. 1 2  东平县民政局 2005，第63頁
13. ↑  东平县民政局 2005，第66頁
14. ↑  东平县民政局 2005，第96頁
15. ↑  东平县民政局 2005，第68-69頁
16. ↑  东平县史志办公室. . .   [2019-07-17]. （原始内容存档于2019-07-18）.
17. ↑  . www.dongping.gov.cn. 2017-06-17  [2018-06-12]. （原始内容存档于2018-02-01）.
18. ↑  . 中华人民共和国国家统计局. 2023 （中文（中国大陆））.[]
19. ↑  中国国务院人口普查办公室、中国国家统计局人口就业统计司等. . 统计年鉴分享平台: 表15 山东省乡、镇、街道人口. 2010  [2018-07-19]. （原始内容 (收费)存档于2018-07-19）.